# Paroedura masobe
Paroedura masobe är en ödleart som beskrevs av  Ronald Archie Nussbaum och RAXWORTHY 1994. Paroedura masobe ingår i släktet Paroedura och familjen geckoödlor. IUCN kategoriserar arten globalt som starkt hotad. Inga underarter finns listade i Catalogue of Life.